# Justin Huish
Justin Grant Huish (Jacksonville, 9 de janeiro de 1975) é um arqueiro estadunidense, campeão olímpico.

## Carreira
Justin Huish representou seu país nos Jogos Olímpicos de 1996, ganhou a modalidade no individual e equipes em 1996. 